# Ольстерская юнионистская партия
Ольстерская юнионистская партия, или Юнионистская партия Ольстера (англ. Ulster Unionist Party) — политическая партия, действующая в Северной Ирландии. Выступает за сохранение Ольстера в составе Великобритании.
Партия была основана в 1905 году и первоначально называлась Ирландской юнионистской партией. Долгое время она была ведущей политической организацией в Северной Ирландии, а её представители занимали высшие административные должности в Северной Ирландии до начала 1970-х. ОЮП также долгое время была тесно связана с Оранжевым орденом. В 70-е годы от партии откололся ряд других юнионистских организаций, наиболее известная из которых, — Демократическая юнионистская партия.
Партия участвовала в разработке Белфастского соглашения 1998 года. После неудачи партии на парламентских выборах 2005 года, когда в Палату общин был избран один депутат, покинувший ОЮП в начале 2010 года, в партии сменилось руководство и, новым лидером стал сэр Редж Эмпи (en). В 2009 году партия создала общую предвыборную платформу с Консервативной партией Великобритании, кандидаты которой не принимают активного участия в выборах в Северной Ирландии. Новый союз получил название «Ольстерские консерваторы и юнионисты — Новая сила» (UCUNF; en). На выборах в Европарламент в 2009 году блок получил один депутатский мандат из трёх мест для Северной Ирландии (всего для Великобритании в ЕП выделено 72 места). В составе нового союза партия неудачно выступила на парламентских выборах в Великобритании 2010 года, не получив ни одного депутатского места.
В Ассамблее Северной Ирландии ОЮП имеет 18 из 108 депутатских мандатов.

Распределение одномандатных округов в Северной Ирландии на всеобщих выборах 1997—2005 по партиям; ОЮП обозначена голубым

## Известные члены
- Дэвид Тримбл ( Нобелевская премия мира 1998 года) — лидер партии в 1995—2005